# تاكسوين (أكليف)
تاكسوين هي إحدى مشيخات المملكة المغربية، تتبع جغرافيا لإقليم الصويرة وإداريًا لأكليف. يقدر عدد سكانها بـ 3060 نسمة حسب الإحصاء الرسمي للسكان والسكنى لسنة 2004.